# Hualianceratops
Hualianceratops ("rohatá zdobená tvář") byl rod marginocefalního dinosaura, žijícího v období pozdní jury na území dnešní Číny. Patřil do čeledi vývojově primitivních rohatých dinosaurů Chaoyangsauridae a je jedním z nejstarších dnes známých ceratopsianů.

## Historie a popis

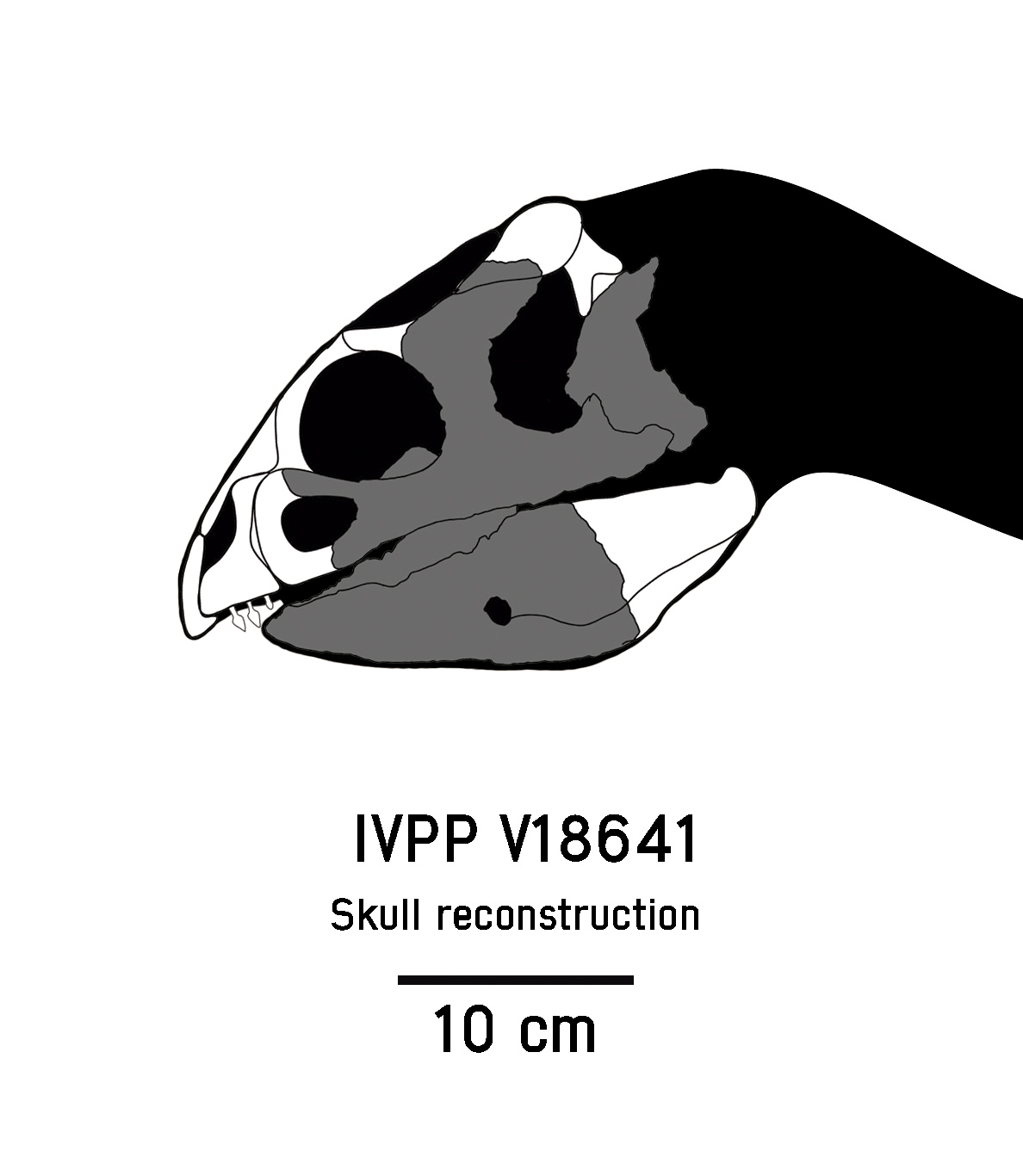
Kosterní diagram lebky hualianceratopse.

Fosilie typového exempláře byly objeveny roku 2002 na území provincie Sin-ťiang v severozápadní Číně. Holotyp s označením IVPP V18641 byl objeven v sedimentech souvrství Š'-šu-kou pozně jurského stáří (geologický věk oxford, asi před 160 miliony let). Tento dinosaurus byl formálně popsán roku 2015 mezinárodním týmem paleontologů. Objevena byla částečně zachovaná kostra s většinou lebky, křížovými obratly a fragmenty kostry končetin. Na základě velikosti lebky (v kompletním stavu by byla dlouhá asi 25 cm) odhadli vědci velikost dinosaura zhruba odpovídající středně velkému psovi.